# Hazel Brooks
Pour les articles homonymes, voir Brooks.
Hazel Brooks est une actrice américaine, née au Cap, en Afrique du Sud, le 8 septembre 1924, et morte le 18 septembre 2002 à Los Angeles, dans le quartier de Bel-Air, en Californie.

## Biographie
Hazel Brooks grandit aux États-Unis. Rousse aux yeux verts, elle devient mannequin à New York et pin-up. Le dessinateur de pin-ups Alberto Vargas prendra ses jambes comme modèle pour dessiner « la parfaite fille glamour de la MGM ». En 1946, à l'âge de 18 ans, elle signe un contrat avec les studios MGM. 
Dans les années 1940, sous son vrai nom, elle obtient de petits rôles dans une demi-douzaine de films. En 1947, elle tourne dans Sang et Or, qui sera son plus grand succès : elle y tient le rôle principal d'une femme fatale cynique, à la beauté un peu étrange, face au viril boxeur John Garfield. Une photographie promotionnelle d'elle prise durant le tournage par Durward Grayhill, est élue Le cliché le plus provoquant de 1947 par la Société Internationale des arts photographiques (photo visible ici ).
Trois ans plus tôt, elle avait déjà attiré presque autant d'attention sur elle quand elle avait épousé Cedric Gibbons, le directeur du légendaire département d'art de la MGM, et le concepteur de la statuette des Oscars. Elle avait 19 ans, il en avait 51. Bien que la différence d'âge n'avait pas manqué de provoquer des clins d’œils entendus dans les échos de la presse, le mariage s’avérera solide et ne prendra fin qu'avec la mort de Cedric Gibbons en 1960.
Hazel Brooks se remarie en 1967 avec le docteur Rex Ross, éminent chirurgien et fondateur de la clinique vasculaire Non invasive (Non-invasive Vascular Clinic) à l'hôpital d'Hollywood. Il décédera trois ans avant elle.
Elle tourne ensuite dans Arc de triomphe et L'Homme aux lunettes d'écaille (1948). En 1953, elle abandonne le cinéma et ne se montrera plus devant les caméras qu'une seule fois, en 1955, à la télévision, en tant qu'invitée principale du Loretta Young Show. 
Elle a également travaillé activement pour plusieurs organismes de bienfaisance pour enfants.
Hazel Brooks meurt en 2002, à l'âge de 78 ans, à Los Angeles.

## Filmographie partielle
- 1943 : Fou de girls (Girl Crazy) de Norman Taurog et Busby Berkeley (non créditée)
- 1943 : La Du Barry était une dame (Du Barry Was a Lady) de Roy Del Ruth : Miss June
- 1944 : Le mariage est une affaire privée (Marriage Is a Private Affair) de Robert Z. Leonard
- 1944 : Trente Secondes sur Tokyo (Thirty Seconds Over Tokyo) de Mervyn LeRoy : Une fille au club
- 1945 : Sans amour (Without Love), de Harold S. Bucquet
- 1946 : Les Demoiselles Harvey (The Harvey Girls) de George Sidney
- 1947 : Sang et Or (Body and Soul) de Robert Rossen : Alice
- 1948 : L'Homme aux lunettes d'écaille (Sleep, My Love) de Douglas Sirk : Daphné
- 1948 : Arc de triomphe (Arch of Triumph) de Lewis Milestone : Sybil
- 1953 : La Folle Aventure (The I Don't Care Girl) de Lloyd Bacon : Stella Forrest